# Les Enfants du Capitaine Grant (bande dessinée)
Pour les articles homonymes, voir Les Enfants du capitaine Grant.
Les Enfants du capitaine Grant, de Jules Verne est une série de bande dessinée adaptée du roman éponyme de Jules Verne.
- Scénario : Alexis Nesme
- Dessin : Alexis Nesme
- Couleurs : Alexis Nesme

Dans cette bande dessinée, les personnages sont représentés avec des têtes d'animaux. Par exemple, les Glenarvan et les Grant sont des tigres, Mangles est un renard, Austin un ours et Paganel une grenouille. 

## Albums
- Tome 1 (2009)
- Tome 2 (2011)
- Tome 3 et fin (2014)

## Publication

### Éditeur
- Delcourt (collection « Ex-Libris ») : tome 1 (première édition du tome 1).

### Documentation
- Henri Filippini, « Les Enfants du Capitaine Grant : le souffle de la grande aventure », dBD, no 33,‎ juin 2009, p. 80.